# Flémalle

Flémalles läge inom provinsen Liège

Flémalle är en kommun i provinsen Liège i regionen Vallonien i Belgien. Flémalle hade 24 963 invånare per 1 januari 2008.